# Morières-lès-Avignon
Morières-lès-Avignon è un comune francese di 7 752 abitanti situato nel dipartimento della Vaucluse della regione della Provenza-Alpi-Costa Azzurra.

## Società

### Evoluzione demografica
Abitanti censiti